# Reserva natural Valle Tierra Mayor
La reserva natural Valle Tierra Mayor es un área protegida ubicada en el departamento Ushuaia de la provincia de Tierra del Fuego, Argentina, a 20 km de la ciudad capital.
Fue creada en 1994 por Decreto provincial n.º 2256 con el objetivo de conservar la diversidad biológica y el paisaje y para uso exclusivamente turístico. Tiene una superficie de 29 500 ha. 
Comprende parte de las cuencas de los ríos Olivia y Lasifashaj, y sus respectivos valles (Carbajal y Tierra Mayor), incluyendo las laderas sur de la sierra Alvear y las laderas norte de la sierra Sorondo.
En los valles conformados por turbales hay centros invernales donde se practican deportes como esquí de fondo o nórdico. No está contemplado el uso extractivo de turba, salvo en un sector del valle del río Olivia.